# Kajiwara Kagetoki
Kajiwara Kagetoki (梶原 景時; 1140 circa – 6 febbraio 1200) è stato un samurai giapponese e servitore dello shogunato Kamakura durante il tardo periodo Heian e il primo periodo Kamakura.
Fu una spia per Minamoto no Yoritomo nella guerra Genpei e un guerriero contro il clan Taira. Divenne noto per la sua avidità e tradimento. Era un importante guerriero orientale e, da capo militare, fornì a Minamoto no Yoshitsune un certo numero di navi dopo la battaglia di Yashima.

## Biografia

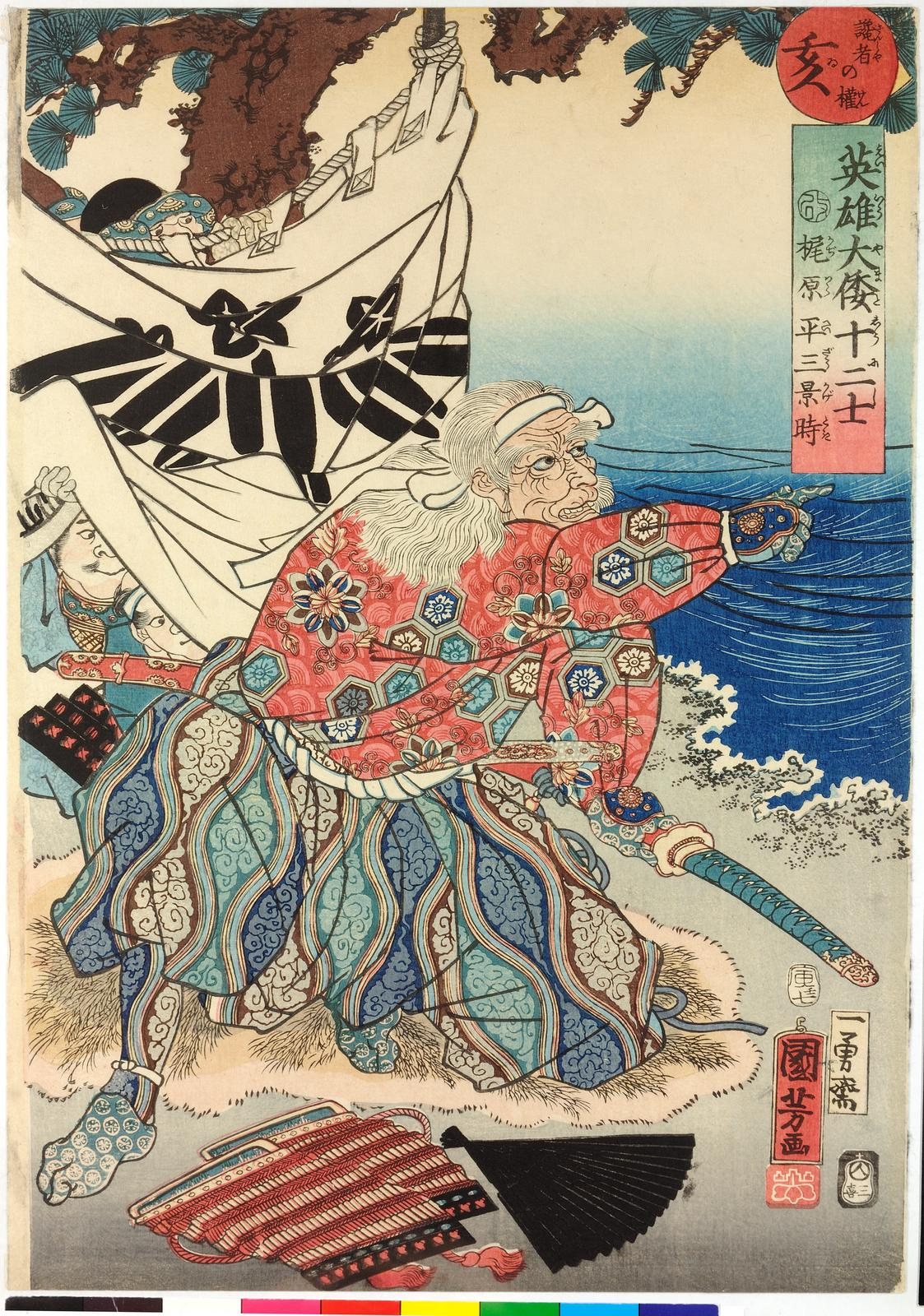
Eroi giapponesi per i dodici segni: cinghiale - Kajiwara Heizo Kagetoki di Utagawa Kuniyoshi (1854).

Originario della provincia di Suruga, Kajiwara Kagetoki entrò nella guerra Genpei combattendo sotto Ōba Kagechika, contro i Minamoto.
Dopo la vittoria di Taira a Ishibashiyama nel 1181, fu inviato a inseguire Minamoto no Yoritomo in fuga. Dopo averlo scoperto, cambiò schieramento, guidando le sue forze in un'altra direzione e rivolgendosi alla causa di Yoritomo.
Tre anni dopo, guidò le forze di Minamoto no Yoshitsune e Yoritomo in battaglia contro il loro cugino Yoshinaka e contro i Taira.
Attaccato alla forza di Yoshitsune, riferì a Yoritomo sulle sue  azioni, al fine di soddisfare il sospetto e la sfiducia dello shōgun nei confronti di suo fratello. In un particolare episodio raccontato in Heike monogatari, suggerì, durante la battaglia di Yashima, che Yoshitsune equipaggiava le navi Minamoto con "remi inversi" nel caso in cui avessero avuto bisogno di ritirarsi rapidamente. Yoshitsune rispose con disgusto al suo consiglio, umiliandolo dicendo che un tale atto sarebbe stato vigliaccheria. Da quel momento fino alla morte di Yoritomo, il risentito Kajiwara fece tutto il possibile per aumentare le tensioni tra i fratelli. La sua calunnia portò Yoritomo, già sospettoso nei confronti del fratello minore, ad accusare Yoshitsune di complottare contro il bakufu, che poi portò al suo esilio e alla sua morte.
Anche dopo questo, quando lo shogunato fu stabilito con successo e con fermezza, il braccio destro di Yoritomo causò ancora tensioni a corte. Accusò Yuki Tomomitsu di complottare contro lo shōgun Minamoto no Yoriie. Un certo numero di membri della corte cercò di sbarazzarsi di lui, che alla fine partì per Suruga. Nel 1200, l'anno dopo la morte del primo shōgun, fu sconfitto e ucciso in battaglia insieme a suo figlio Kagesue.

## Genealogia
Kajiwara Heima, un servitore anziano del dominio di Aizu nel XIX secolo, rivendicò la discendenza da Kagetoki. Il suo nome formale, Kagetake (景武), condivide un personaggio con il nome di Kagetoki.

## Presenza nella cultura di massa
- Yoshitsune - serie televisiva (2005), interpretato da Akira Nakao.